# رينيه هامل (دراج)
رينيه هامل (بالفرنسية: René Hamel)‏ كان دراج فرنسي. سبق أن شارك في دورة الألعاب الأولمبية الصيفية وفاز بميدالية أولمبية.

## الميداليات
| الميدالية | المسابقة                       |
| --------- | ------------------------------ |
| برونزية   | الألعاب الأولمبية الصيفية 1924 |

## روابط خارجية
- رينيه هامل على موقع أرشيف الدراجات (الإنجليزية)
- رينيه هامل على موقع إحصائيات الدراجات الإحترافية (الإنجليزية)
- رينيه هامل على موقع اللجنة الأولمبية الدولية (الإنجليزية)
- رينيه هامل على موقع أوليمبيديا (الإنجليزية)